# Puchar Lavera 2017
Puchar Lavera 2017, ang. Laver Cup 2017 – pierwsza edycja międzynarodowego, drużynowego turnieju tenisowego o Puchar Lavera, która odbyła się w dniach 22-24 września 2017 roku w O2 Arenie w Pradze w Czechach.
Turniej powstał z inicjatywy szwajcarskiego tenisisty Rogera Federera w sierpniu 2016 roku. Dwunastu zawodników podzielonych na Drużynę Europejską i Drużynę Światową rywalizowało w meczach gry pojedynczej i podwójnej o trofeum nazwane imieniem Roda Lavera. Funkcję kapitanów drużyn pełnili Björn Borg i John McEnroe.
W historycznym, pierwszym meczu turnieju Marin Čilić pokonał Francesa Tiafoe 7:6(3), 7:6(0).
W drugim dniu rozgrywek dwaj najlepsi wówczas tenisiści świata – Roger Federer i Rafael Nadal – po raz pierwszy w swoich karierach wystąpili wspólnie w parze deblowej. Ich pojedynek z Samem Querrey i Jackiem Sock zakończył się wynikiem 6:4, 1:6, 10–5.
Puchar Lavera zdobyła Drużyna Europejska w składzie: Tomáš Berdych, Marin Čilić, Roger Federer, Rafael Nadal, Dominic Thiem i Alexander Zverev.

## Okoliczności i przebieg turnieju
Turniej tenisowy o Puchar Lavera został rozegrany po raz pierwszy. Zawody powstały z inicjatywy szwajcarskiego tenisisty Rogera Federera. 24 sierpnia 2016 podano do wiadomości, że zmagania rozpoczną się 22 września 2017 roku w O2 Arenie.
Roger Federer i Rafael Nadal, którzy wygrali łącznie trzydzieści pięć turniejów wielkoszlemowych, tego samego dnia potwierdzili swój udział w imprezie.
Rod Laver, australijski tenisista, którego imieniem nazwano rozgrywki, wyznaczył na kapitanów drużyn Björna Borga i Johna McEnroe.
22 lutego 2017 Roger Federer pojechał z wizytą do Pragi, gdzie razem z Tomášem Berdychem spotkał się z kibicami i reklamował rozgrywki. Tenisiści razem z burmistrz miasta rozpoczęli odliczanie do pierwszego dnia turnieju. Tego samego dnia uruchomiono sprzedaż biletów.
15 maja 2017 Milos Raonic przyjął zaproszenie Johna McEnroe i został pierwszym zawodnikiem w Drużynie Światowej. Zajmujący w rankingu ATP szóste miejsce Kanadyjczyk był wówczas najwyżej notowanym tenisistą spoza Europy.
29 i 30 czerwca ogłoszono nazwiska dwóch kolejnych uczestników turnieju – zostali nimi Dominic Thiem i John Isner.
Bilety zostały wyprzedane w czterdziestu pięciu krajach w rekordowym czasie, cztery razy krótszym niż dotychczasowy najlepszy wynik (mistrzostwa świata w hokeju na lodzie w 2015).
W czasie turnieju wimbledońskiego na oficjalnym koncie Pucharu Lavera na Twitterze przed półfinałowym pojedynkiem Federera z Berdychem zamieszczono wpis: Rywale na Wimbledonie, w jednej drużynie w Pradze, informując tym samym o dołączeniu czeskiego tenisisty do Drużyny Europejskiej.
1 sierpnia potwierdzono, że w zawodach weźmie udział Jack Sock.
9 sierpnia obsadę imprezy uzupełnili Sam Querrey i Marin Čilić.
23 sierpnia skompletowano Drużynę Europejską; ostatnim zawodnikiem w składzie tej ekipy został Alexander Zverev.
Tego samego dnia ogłoszono, że zaproszenie kapitana McEnroe przyjęli Denis Shapovalov i Juan Martín del Potro i zajęli dwa ostatnie miejsca w Drużynie Światowej.
26 sierpnia z udziału w Pucharze Lavera zrezygnował Milos Raonic, który przeszedł operację kontuzjowanego nadgarstka. Jego miejsce w turnieju zajął Nick Kyrgios i został jedynym rodakiem Roda Lavera w obsadzie. Juan Martín del Potro był natomiast jedynym zawodnikiem z Drużyny Światowej, który miał na koncie tytuł wielkoszlemowy w grze pojedynczej. W grze podwójnej w Wimbledonie 2014 i w grze mieszanej w US Open 2011 triumfował Jack Sock.
14 września podano do wiadomości, że funkcję wicekapitana Drużyny Europejskiej będzie pełnił Thomas Enqvist, natomiast w Drużynie Światowej stanowisko to przyjął Patrick McEnroe.
20 września z udziału w rozgrywkach zrezygnował Juan Martín del Potro, który uznał, że nie jest w optymalnej formie i chce poświęcić czas przygotowaniom do kolejnych turniejów w sezonie. Jego miejsce zajął Amerykanin Frances Tiafoe.
Hiszpan Fernando Verdasco i Australijczyk Thanasi Kokkinakis przyjechali do Pragi jako zawodnicy rezerwowi.
W historycznym, pierwszym meczu Pucharu Lavera, 22 września, Chorwat Marin Čilić zwyciężył Amerykanina Francesa Tiafoe 7:6(3), 7:6(0). Tego dnia Drużyna Europejska skompletowała trzy punkty za mecze gry pojedynczej, w których Dominic Thiem triumfował nad Johnem Isnerem, a Alexander Zverev wygrał z Denisem Shapovalovem. W grze podwójnej pierwsze zwycięstwo dla Drużyny Światowej odnotowali Nick Kyrgios i Jack Sock, którzy okazali się lepsi od Tomáša Berdycha i Rafaela Nadala. Po pierwszym dniu rozgrywek Drużyna Europejska prowadziła wynikiem 3–1.
W drugim dniu rywalizacji doszło do oczekiwanego przez kibiców historycznego wydarzenia. W meczu gry podwójnej po raz pierwszy jako tenisowi partnerzy wystąpili Rafael Nadal i Roger Federer. Hiszpan i Szwajcar pokonali wynikiem 6:4, 1:6, 10–5 Sama Querreya i Jacka Socka. W pojedynkach singlistów punkty dla swoich zespołów zdobyli Federer, Nadal i Kyrgios. Po ośmiu rozegranych spotkaniach Drużyna Europejska prowadziła wynikiem 9–3.
Trzeciego dnia turnieju (mecze niedzielne warte były trzy punkty) Sock i Isner pokonali Berdycha i Čilicia. Następnie w meczach singlistów Zverev okazał się lepszy od Querreya, a Isner po raz pierwszy w swojej karierze pokonał Nadala. Przed decydującym, dwunastym pojedynkiem, Drużyna Europejska prowadziła wynikiem 12–9.
W ostatnim meczu Roger Federer, po obronie piłki meczowej, zwyciężył Nicka Kyrgiosa 4:6, 7:6(6), 11–9. Drużyna Europejska zdobyła Puchar Lavera, pokonując Drużynę Światową 15–9.
Najwięcej meczów (po cztery) rozegrali Rafael Nadal i Jack Sock, a najwięcej punktów dla drużyny (siedem) zdobył Roger Federer. W Drużynie Światowej najwięcej punktów (sześć) wywalczył John Isner.
Każdy z zawodników zwycięskiej drużyny otrzymał nagrodę finansową w wysokości 250 000 dolarów. Puchar zwycięzcom wręczył Rod Laver.

## Uczestnicy turnieju

### Drużyna Europejska
- Kapitan:  Björn Borg
- Zastępca kapitana:  Thomas Enqvist

| Tenisista         | Ranking ATP | Wyniki w Pucharze Lavera |
| Rafael Nadal      | 1           | debiut                   |
| Roger Federer     | 2           | debiut                   |
| Alexander Zverev  | 4           | debiut                   |
| Marin Cilić       | 5           | debiut                   |
| Dominic Thiem     | 7           | debiut                   |
| Tomáš Berdych     | 19          | debiut                   |
| Fernando Verdasco | 40          | zawodnik rezerwowy       |

### Drużyna Światowa
- Kapitan:  John McEnroe
- Zastępca kapitana:  Patrick McEnroe

| Tenisista             | Ranking ATP | Wyniki w Pucharze Lavera |
| Milos Raonic          | 11          | debiut                   |
| Sam Querrey           | 16          | debiut                   |
| John Isner            | 17          | debiut                   |
| Nick Kyrgios          | 20          | debiut                   |
| Jack Sock             | 21          | debiut                   |
| Juan Martín del Potro | 24          | debiut                   |
| Denis Shapovalov      | 51          | debiut                   |
| Frances Tiafoe        | 72          | debiut                   |
| Thanasi Kokkinakis    | 215         | zawodnik rezerwowy       |

## Mecze turniejowe
| Data                         | Drużyna Europejska         | Wynik                 | Drużyna Światowa       | Punkty |
| 22 września (mecze po 1 pkt) | Marin Čilić                | 7:6(3), 7:6(0)        | Frances Tiafoe         | 1–0    |
| 22 września (mecze po 1 pkt) | Dominic Thiem              | 6:7(15), 7:6(2), 10–7 | John Isner             | 2–0    |
| 22 września (mecze po 1 pkt) | Alexander Zverev           | 7:6(3), 7:6(5)        | Denis Shapovalov       | 3–0    |
| 22 września (mecze po 1 pkt) | Tomáš Berdych Rafael Nadal | 3:6, 7:6(7), 7–10     | Nick Kyrgios Jack Sock | 3–1    |
| 23 września (mecze po 2 pkt) | Roger Federer              | 6:4, 6:2              | Sam Querrey            | 5–1    |
| 23 września (mecze po 2 pkt) | Rafael Nadal               | 6:3, 3:6, 11–9        | Jack Sock              | 7–1    |
| 23 września (mecze po 2 pkt) | Tomáš Berdych              | 6:4, 6:7(4), 6–10     | Nick Kyrgios           | 7–3    |
| 23 września (mecze po 2 pkt) | Roger Federer Rafael Nadal | 6:4, 1:6, 10–5        | Sam Querrey Jack Sock  | 9–3    |
| 24 września (mecze po 3 pkt) | Tomáš Berdych Marin Čilić  | 6:7(5), 6:7(6)        | Jack Sock John Isner   | 9–6    |
| 24 września (mecze po 3 pkt) | Alexander Zverev           | 6:4, 6:4              | Sam Querrey            | 12–6   |
| 24 września (mecze po 3 pkt) | Rafael Nadal               | 5:7, 6:7(1)           | John Isner             | 12–9   |
| 24 września (mecze po 3 pkt) | Roger Federer              | 4:6, 7:6(6), 11–9     | Nick Kyrgios           | 15–9   |
| Wynik                        | Drużyna Europejska         | 15–9                  | Drużyna Światowa       |        |